# Jagdstaffel 18
A Jagdstaffel 18, conhecida também por Jasta 18, foi um esquadra de aeronaves da Luftstreitkräfte, o braço aéreo das forças armadas alemãs durante a Primeira Guerra Mundial. A esquadra alcançou a sua primeira vitória no dia 23 de Janeiro de 1917 e sofreu a sua primeira baixa a 5 de Abril de 1917. No total, alcançou 112 vitórias aéreas, perdendo 8 pilotos no decorrer da sua história.

## Aeronaves
- Albatros D.III
- Fokker DR.I